# مگامایند در مقابل سندیکای نابودی
مگامایند در مقابل سندیکای نابودی یا ابر ذهن ۲ (انگلیسی: Megamind vs. the Doom Syndicate) یک فیلم انیمیشن ابرقهرمانی کمدی آمریکایی محصول سال ۲۰۲۴ به کارگردانی اریک فوگل بر اساس فیلمنامه‌ای از آلن اسکلکرافت و برنت سایمونز است. این فیلم که هم به‌عنوان دنباله‌ای مستقل برای ابر ذهن و هم به‌عنوان قسمت آزمایشی سریال تلویزیونی قوانین مگامایند (انگلیسی: Megamind Rules) شناخته می‌شود، کیت فرگوسن را در نقش مگامایند بازی می‌کند، که با تیم ابرشرور سابق خود که قصد دارد مترو سیتی را به ماه بفرستد، درگیر می‌شود. لورا پست و جاش برنر نیز به ترتیب در نقش روکسان ریچی و اول چام (قبلا مینیون) ایفای نقش می‌کنند.
این فیلم در تاریخ ۱ مارس ۲۰۲۴ در پیکاک منتشر شد، و نقدهای منفی را از سوی منتقدان و تماشاگران دریافت کرد. در جمع‌آوری نقد راتن تومیتوز، این فیلم بر اساس برسی ۱۱ نقد، با میانگین امتیاز ۲٫۸ از ۱۰، دارای ۹٪ تاییدیه است.

## داستان
مگامایند، که اکنون به عنوان مدافع مترو سیتی شناخته می‌شود، با تشکیل یک تیم جدید، شامل دوستان و هم تیمی‌های جدید، به نام «سندیکای نابودی» مقابله می‌کند. این سندیکا شامل اعضایی از تیم‌های شروری است که قبلاً با مگامایند مخالفت می‌کرده‌اند. حالا با رهبری مگامایند، این تیم جدید آماده است تا با نقشه‌های شیطانی سندیکای نابودی مقابله کند. اما آیا این تیم جدید می‌تواند با تهدیدات جدید روبرو شده و شهر را نجات دهد؟